# Largentière
Koordinati: 44° 32' 37" severne širine, 4° 17' 39" vzhodne dolžine
Largentière (okcitansko L'Argentièira) je naselje in občina v jugovzhodni francoski regiji Rona-Alpe, podprefektura departmaja Ardèche. Leta 1999 je naselje imelo 2.046 prebivalcev.

## Geografija
Kraj se nahaja v pokrajini Languedoc v dolini reke Ligne.

## Uprava
Largentière je sedež istoimenskega kantona, v katerega so poleg njegove vključene še občine Chassiers, Chauzon, Chazeaux, Joannas, Laurac-en-Vivarais, Montréal, Prunet, Rocher, Rocles, Sanilhac, Tauriers, Uzer in Vinezac s 7.092 prebivalci.
Naselje je tudi sedež okrožja, sestavljenega iz kantonov Antraigues-sur-Volane, Aubenas, Burzet, Coucouron, Joyeuse, Largentière, Montpezat-sous-Bauzon, Saint-Étienne-de-Lugdarès, Thueyts, Valgorge, Vallon-Pont-d'Arc, Vals-les-Bains, Les Vans in Villeneuve-de-Berg s 84.091 prebivalci.

## Zgodovina
Prvotno se je kraj imenoval Segualeriæ (Ségualières). Sedanje ime, sprejeto v 13. stoletju, se nanaša na okoliške rudnike srebra, ki so delovali med 10. in 15. stoletjem pod upravo Tolulouških grofov in Vivierskih škofov.